# Herb Suraża

Herb Suraża

Herb Suraża - na niebieskiej tarczy herbowej widnieje fragment muru z czerwonej cegły zakończonego z każdej strony basztą; między tymi basztami w części górnej umieszczony jest wizerunek ryby (karpia królewskiego), a pod nim baszta niższa, w której umieszczona jest brama ostrołukowa. Herb został określony w Statucie Miasta Suraż uchwalonego 29 listopada 2001.